# Mare (pel·lícula)
|  | Aquest article tracta sobre Mare, pel·lícula sud-coreana. Vegeu-ne altres significats a «Mother». |

Mare (Madeo; també coneguda en anglès com a Mother) és una pel·lícula sud-coreana dirigida per Bong Joon-ho. S'ha doblat al català.

## Llançament
Mare competí en la categoria Un Certain Regard del Cannes Film Festival del 2009. Mare va atreure 3,003,785 admissions a nivell nacional i sumà un total de 16,283,879 dòlars dels Estats Units d'Amèrica a Corea del Sud, esdevenint la 6a pel·lícula nacional més assistida de 2009, i la número 10 en general. La pel·lícula va tenir la seua estrena als EUA el febrer de 2010 com a part del Festival de cinema internacional de Santa Barbara i va rebre un llançament als EUA limitat el març de 2010. El març de 2015 la pel·lícula fou rellançada als Estats Units d'Amèrica, a Pleasantville, Jacob Burns Film Center basada a Nova York, com a part de la Retrospectiva de Bong Joon-ho amb L'hoste, Snowpiercer i Memories of Murder.

## Premis i nomenaments
La pel·lícula fou seleccionada per a la presentació oficial de Corea del Sud per l'Oscar a la millor pel·lícula de parla no anglesa als 82ns Premis d'Acadèmia.